# Nicolas de Hault
Nicolas de Hault fut maire de Troyes du 11 juin 1588 jusqu'en 1592. Favori et trésorier du cardinal Louis de Guise, il lui était tout dévoué.